# World Air Power Journal
A World Air Power Journal (rövid nevén a WAPJ) magas színvonalú, negyedévente megjelenő, angol nyelvű repülési szakfolyóirat volt az 1990-es években 2000-ig, mely főként a katonai repülésre, annak eseményeire koncentrált az 1970–2000-es évekig bezárólag. Híradások, típusleírások, repüléstörténeti eseményekről, hadműveletekről, új fejlesztésű repülőgépekről, különféle légierőkről szóló szakcikkek, elemzések jelentek meg benne, ritka és rendszerint önálló, jó minőségű, esetenként nagy részletességű fotósorozatokkal, röntgenrajzokkal illusztrálva a folyóirat egyes számait. Minden számának borítója egyszerű, letisztult kialakítású, sötétkék színű alapon vékony fehér szegélyben egy jellemző fotó, rendszerint a fókuszban elemzett repülőgéptípusról (Focus Aircraft).
Az 1990-es évek második felére azonban ellátási, finanszírozási problémák lettek egyre inkább úrrá a brit kiadónál, nemzetközi fórumokon volt tetten érhető egy-egy új szám érkezésének, kiadási határidőcsúszása. Utolsó száma, a 43. 2000 decemberében jelent meg. Az amerikai kiadó, az AIRtime Publishing egy új, hasonló színvonalú folyóiratot indított el 2001-ben International Air Power Review címmel, saját, ugyanerre a sorsra jutott folyóiratát, a Wings of Fame-et is kiváltva, mely szintén 2000-ben a 20., áprilisi számmal szűnt meg. Azonban az International Air Power Review kiadása is megrekedt az évtized második felére (utolsó száma a 26.). Helyüket a 2000-es évek második felétől a havi kiadású AirForces Monthly és a Combat Aircraft Monthly vette át.
A World Air Power Journal cikkeinek egy kis részéből, szinte azonos külalakú szerkesztéssel egy típusismertető enciklopédia később kiadásra került, mely Magyarországon Katonai repülőgépek enciklopédiája címmel volt kapható az Alexandra Kiadó gondozásában.

## Számai
Az egyes számokban jól elkülönülnek az egyes fejezetek, úgymint a Hírek (News), a Fókusz (Focus Aircratf) és a Harci jelentések (Combar Report), melyek az akkor zajló eseményeket dolgozták fel (zárójelben az egyes fejezetnevek).
- Volume 1, 1990 tavasz
- Volume 2, 1990 nyár
  - (Focus Aircraft) The Bombers of Strategic Air Command – 48–97. o.
- Volume 3, 1990 ősz
- Volume 4, 1990 tél
- Volume 5, 1991 tavasz
  - (Combar Report) Desert Storm: The First Phase – 24–35. o.
- Volume 6, 1991 nyár
  - (Combat Report) Desert Storm: Gulf Victory – 20–27. o.
- Volume 7, 1991 ősz/tél
- Volume 8, 1992 tavasz
- Volume 9, 1992 nyár
- Volume 10, 1992 ősz
- Volume 11, 1992 tél
- Volume 12, 1993 tavasz
- Volume 13, 1993 nyár
- Volume 14, 1993 ősz
- Volume 15, 1993 tél
- Volume 16, 1994 tavasz
- Volume 17, 1994 nyár
- Volume 18, 1994 ősz
- Volume 19, 1994 tél
- Volume 20, 1995 tavasz
- Volume 21, 1995 nyár
- Volume 22, 1995 ősz
- Volume 23, 1995 tél
- Volume 24, 1996 tavasz
- Volume 25, 1996 nyár
- Volume 26, 1996 ősz
- Volume 27, 1996 tél
- Volume 28, 1997 tavasz
- Volume 29, 1997 nyár
- Volume 30, 1997 ősz
- Volume 31, 1997 tél
- Volume 32, 1998 tavasz
- Volume 33, 1998 nyár
- Volume 34, 1998 ősz
- Volume 35, 1998 tél
- Volume 36, 1999 tavasz
- Volume 37, 1999 nyár
- Volume 38, 1999 ősz
- Volume 39, 1999 tél
- Volume 40, 2000 tavasz
- Volume 41, 2000 nyár
- Volume 42, 2000 ősz
- Volume 43, 2000 tél

## Fordítás
- Ez a szócikk részben vagy egészben  a   World Airpower Journal című angol Wikipédia-szócikk ezen változatának fordításán alapul.  Az eredeti cikk szerkesztőit annak laptörténete sorolja fel. Ez a jelzés csupán a megfogalmazás eredetét és a szerzői jogokat jelzi, nem szolgál a cikkben szereplő információk forrásmegjelöléseként.

## Külső hivatkozások
- World Air Power Journal – theaviationindex.com